# 17 janvier
Pour les articles homonymes, voir Dix-Sept-Janvier.
17 décembre 17 février
Chronologies thématiques
- Croisades
- Ferroviaires
- Sports
- Disney
- Anarchisme
- Catholicisme

Abréviations / Voir aussi
- (° 1852) = né en 1852
- († 1885) = mort en 1885
- a.s. = calendrier julien
- n.s. = calendrier grégorien
- Calendrier
- Calendrier perpétuel
- Liste de calendriers
- Naissances du jour

Le 17 janvier est le 17e jour de l’année du calendrier grégorien.
Il reste 348 jours avant la fin de  l'année, 349 lorsqu'elle est bissextile.
C'était généralement le 28e jour du mois de nivôse dans le calendrier républicain ou révolutionnaire français, officiellement dénommé jour du zinc.

## Événements

### Iersiècleav. J.-C.

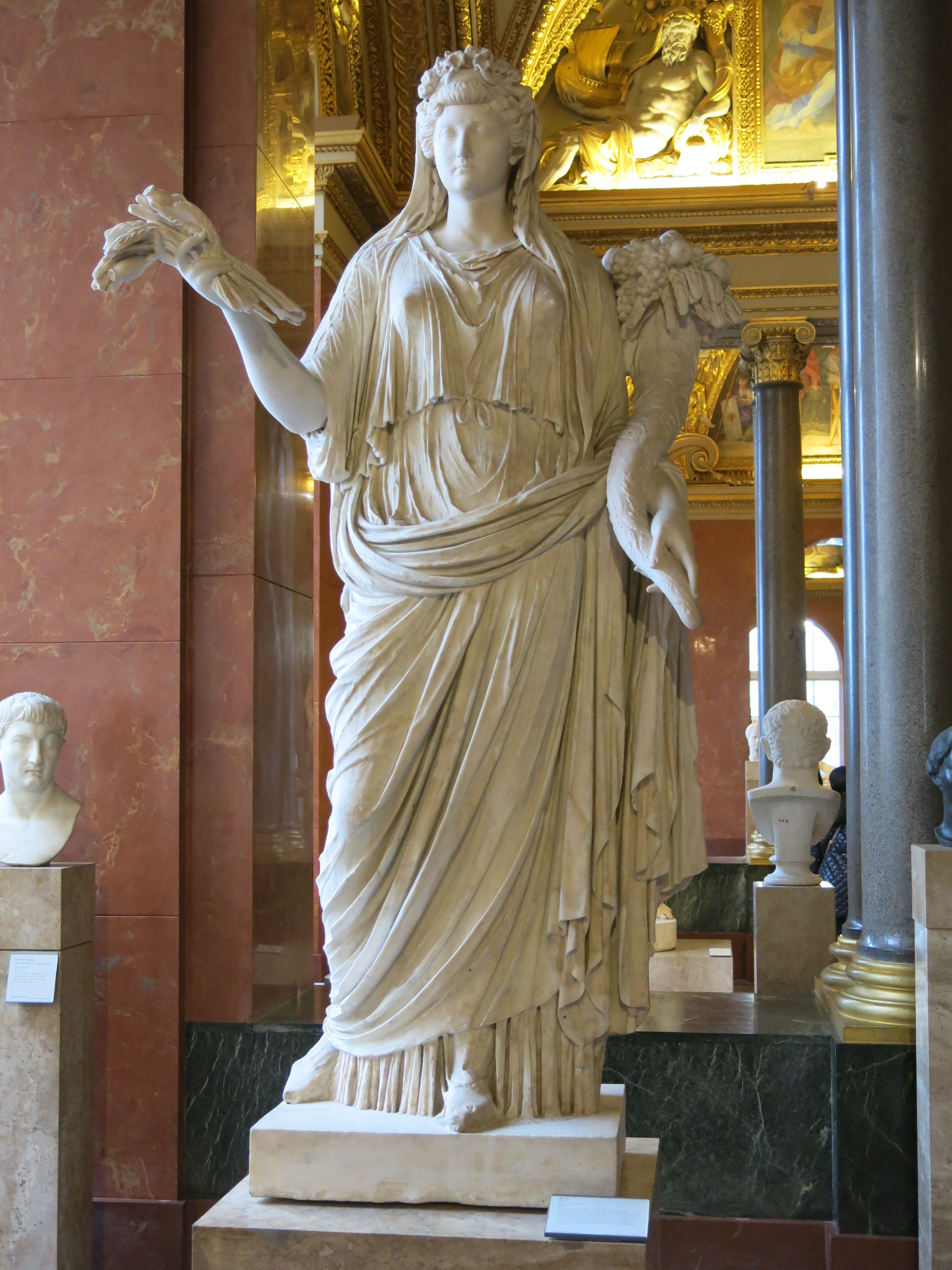
Statue de Livie au musée du Louvre à Paris (France),
épouse d'Octavien devenu Auguste un 16 janvier.

- 38 av. J.-C. : à Rome Octavien épouse Livie (photo), mère de Tibère et de Drusus qu’il adopte, obtenant ainsi le titre d’Imperator avant l'an -27.

### XIIIesiècle
- 1281 : conquête de Minorque par les troupes d'Alphonse III d'Aragon aux îles Baléares.

### XVIIesiècle
- 1601 : signature d'un traité de Lyon.

### XVIIIesiècle
- 1734 : couronnement d'Auguste III de Pologne.
- 1781 : victoire de Daniel Morgan à la bataille de Cowpens, pendant la guerre d'indépendance américaine.
- 1793 : votes sur la mort de Louis XVI à Paris.

### XIXesiècle
- 1811 : victoire de Félix María Calleja del Rey à la bataille du pont de Calderón, pendant la guerre d'indépendance du Mexique.
- 1852 : signature de la convention de Sand River, entre le Royaume-Uni de Grande-Bretagne et d'Irlande et la république sud-africaine du Transvaal.
- 1885 : victoire britannique à la bataille d'Abu Klea, pendant la guerre des mahdistes.
- 1893 : renversement de la reine Liliʻuokalani et mise en place d'un gouvernement provisoire à Hawaï.
- 1895 : élection de Félix Faure à la présidence de la République française.
- 1899 : les États-Unis annexent l'atoll pacifique de Wake.

### XXesiècle
- 1913 : élection de Raymond Poincaré à la Présidence de la République française.
- 1915 : la bataille de Sarıkamış s'achève par une victoire russe, pendant la campagne du Caucase
- 1920:
  - démission du ministère de Clemenceau à Paris ;
  - élection de Paul Deschanel à la Présidence de la République française.
- 1935 : arrestation de Grigori Zinoviev et de Lev Kamenev en Russie soviétisée (URSS).
- 1938 : élection de Mikhaïl Kalinine à la Présidence du Soviet suprême (ibidem).
- Seconde guerre mondiale :
  - en 1941, bataille de Koh Chang ;
  - en 1944, début de la bataille de Monte Cassino en Italie ;
  - en 1945,
    - entrée de l'Armée rouge dans Varsovie en Pologne ;
    - arrestation du diplomate suédois Raoul Wallenberg par les Soviétiques.
- 1946 : première réunion du Conseil de sécurité des Nations unies.

Carte d'opérations terrestres menées lors de l'opération Tempête du désert

- 1948 :
  - signature de l'accord du Renville ;
  - résolution no 38 du Conseil de sécurité des Nations unies, quant aux tensions entre l'Inde et le Pakistan.
- 1950 : résolution no 79 du Conseil de sécurité des Nations unies sur les réglementation et réduction des armements.
- 1958 : nomination de Penn Nouth comme premier ministre du Cambodge.
- 1959 : naissance de la Fédération du Mali en Afrique de l'ouest.
- 1961 : assassinat du leader congolais (-Kinshasa) Patrice Lumumba.
- 1975 : loi Veil encadrant une dépénalisation de l'avortement en France.
- 1989 : rétablissement de la liberté syndicale en Pologne dix mois avant la chute du mur de Berlin.
- 1991 : début de l’opération « Tempête du désert » au Koweït occupé par l'Irak (carte).
- 1995 : un séisme à Kobe, au Japon, fait 6 437 morts et 43 792 blessés.

### XXIesiècle
- 2010 : début d'émeutes à Jos.
- 2012 : début du conflit au Mali.
- 2025 : à Monaco, en raison du décès de Didier Guillaume, Isabelle Berro-Amadeï (photo) est nommée ministre d'État par intérim[1].

## Arts, culture et religion
- 1377 : le pape Grégoire XI rentre dans Rome, mettant fin à la Papauté d’Avignon jusqu'au grand schisme d'Occident.
- 1566 : couronnement du pape Pie V.
- 1605 : première publication de Don Quichotte de l'Espagnol Miguel de Cervantes.
- 1815 : émotion devant l’église Saint-Roch à Paris, quand son curé refuse de recevoir le corps de la comédienne du Théâtre-Français Mademoiselle Raucourt, signe caractéristique de la restauration des "valeurs anciennes".
- 1871 : première apparition mariale à Pontmain, dans l'ouest de la France que l'armée prussienne va provisoirement épargner (voir ci-après et 18 janvier).
- 1907 : Maurice Barrès est reçu à l’Académie française.
- 1929 : première apparition de Popeye le marin dans la bande quotidienne Thimble Theatre aux États-Unis.
- 1938 : la galerie des Beaux-arts du Petit-Palais à Paris accueille soixante-dix surréalistes venus de quatorze pays. Le décor fait sensation : sous un ciel chargé de mille deux cents sacs de charbon, le public est accueilli par une haie d’étranges mannequins, tandis que des draps en désordre se reflètent dans les eaux d’un petit étang. Salvador Dalí présente quant à lui sa célèbre composition Taxi pluvieux : une femme constellée de coquilles d’escargots.
- 2009 : première de Lady Macbeth du district de Mtsensk de Dmitri Chostakovitch, à l'opéra Bastille de Paris, avec Eva-Maria Westbroek dans le rôle-titre et sous la direction de Hartmut Haenchen.

## Sciences et techniques
- 1524 : le navigateur et explorateur italien Giovanni da Verrazzano part à la recherche de la Chine par le nord-ouest. Il dispose de la caravelle "La Dauphine" équipée de cinquante hommes et chargée de vivres pour huit mois.
- 1773 : James Cook et son équipage sont les premiers Européens voire êtres humains connus à franchir le cercle polaire antarctique.
- 1861 : un brevet pour des toilettes à chasse d'eau est déposé par Thomas Crapper (en).
- 1912 : Robert Scott atteint le pôle Sud (devancé par Roald Amundsen, et par Cook et ses hommes jusqu'au seul cercle polaire sud en 1773 ci-avant quant à ces derniers).
- 1949 : les docteurs de l’institut Pasteur Muller et Lépine identifient le virus de la grippe.
- 2000 : à New York, un aveugle recouvre une partie de la vue grâce à une caméra miniaturisée reliée à son cerveau par des électrodes.
- 2021 : premier tir réussi du LauncherOne depuis un Boeing 747[2].

## Économie et société

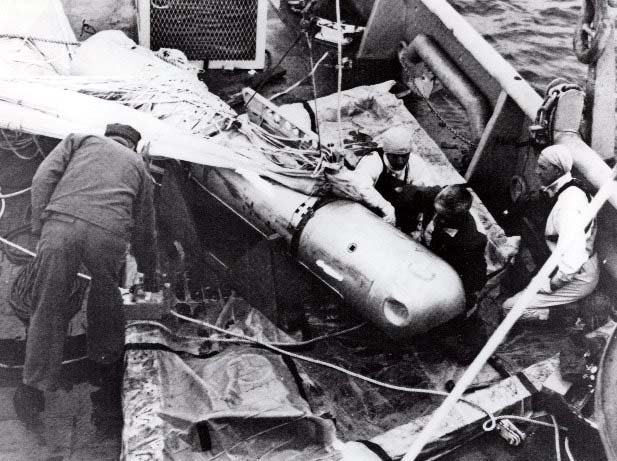
Repêchage d'une des bombes perdues par un Boeing B-52 lors de sa collision au large de Palomares en Espagne

- 1689 : commencement des travaux de la promenade du Peyrou à Montpellier (actuel Hérault, Occitanie).
- 1800 (27 nivôse) : le nombre des journaux parisiens est ramené de 172 à 13 « pour la durée de la guerre », mesure permettant au triumvirat Bonaparte de supprimer les journaux d’opposition.
- 1966 : en Espagne, collision entre un Boeing B-52 américain et son avion de ravitaillement (huit morts) ; l'avion perd quatre bombes à hydrogène dans les eaux de la Méditerranée.
- 1975 : en France, adoption de la loi Veil relative à l'interruption volontaire de grossesse.
- 1977 : en Utah, Gary Gilmore est fusillé ; c’est la première exécution depuis que la Cour suprême des États-Unis a déclaré valide la peine capitale en 1976.
- 1982 : une spectaculaire opération menée par la police antiterroriste espagnole libère le père du chanteur de charme et ancien footballeur Julio Iglesias, kidnappé le 29 décembre précédent. Selon les autorités, les quatre ravisseurs arrêtés avaient réclamé une rançon de deux millions de dollars sous la menace de livrer le Dr. Iglesias à l’organisation séparatiste basque Euskadi ta Askatasuna (E.T.A.)[3].
- 1984 : la Cour suprême des États-Unis statue en sorte que la copie privée d’émissions avec un magnétoscope ne viole pas la loi du droit d’auteur.Dégâts du séisme de Kobe

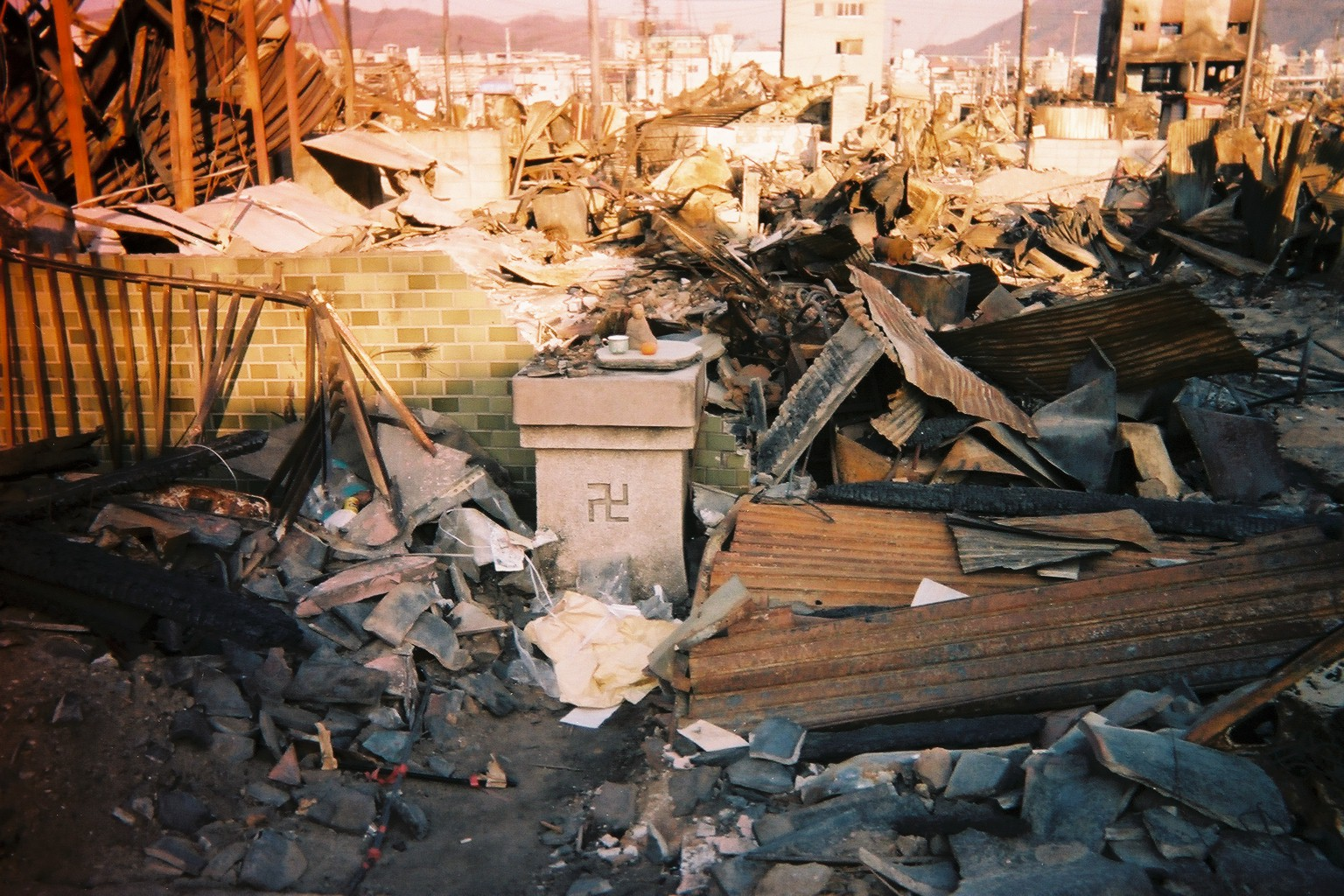
Dégâts du séisme de Kobe

- 1989 : une loi donne naissance au Conseil supérieur de l’audiovisuel (CSA) en France.
- 1994 : un séisme dans la région de Los Angeles tue 61 personnes et en blesse 4 500 autres.
- 1995 : un séisme de magnitude 7,2 frappe la région de Kobe dans l’ouest du Japon (5 063 morts).
- 1999 : découverte d’un passager clandestin sénégalais de quinze ans caché dans le train d’atterrissage d’un Airbus à Lyon, qui aura survécu à une température de −20 °C pendant les six heures de vol d'Afrique en Europe.
- 2001 :
  - en pénurie d’électricité, la Californie recourt aux délestages tournants.
  - L’ancien intendant du Kremlin Pavel Borodine est arrêté à New York ; il sera extradé en Suisse en avril et inculpé de blanchiment d’argent puis expulsé en Russie.
  - Jacques Chirac nomme le député-maire UDF de Toulouse Dominique Baudis à la présidence du CSA en remplacement de Hervé Bourges dont le mandat de six ans prend fin le 23 janvier suivant.
- 2002 :
  - le Conseil constitutionnel français censure l’article premier de la loi sur la Corse traitant de l’attribution d’un pouvoir législatif aux élus insulaires.
- 2003 :
  - le groupe Metaleurop qui produit dans sa fonderie nordiste du plomb et du zinc cesse de financer sa filiale de Noyelles-Godault qui compte quelque 830 salariés ; l’usine sera placée le 28 janvier en redressement judiciaire.Manifestations après la libération de l'épouse de Marc Dutroux Michelle Martin

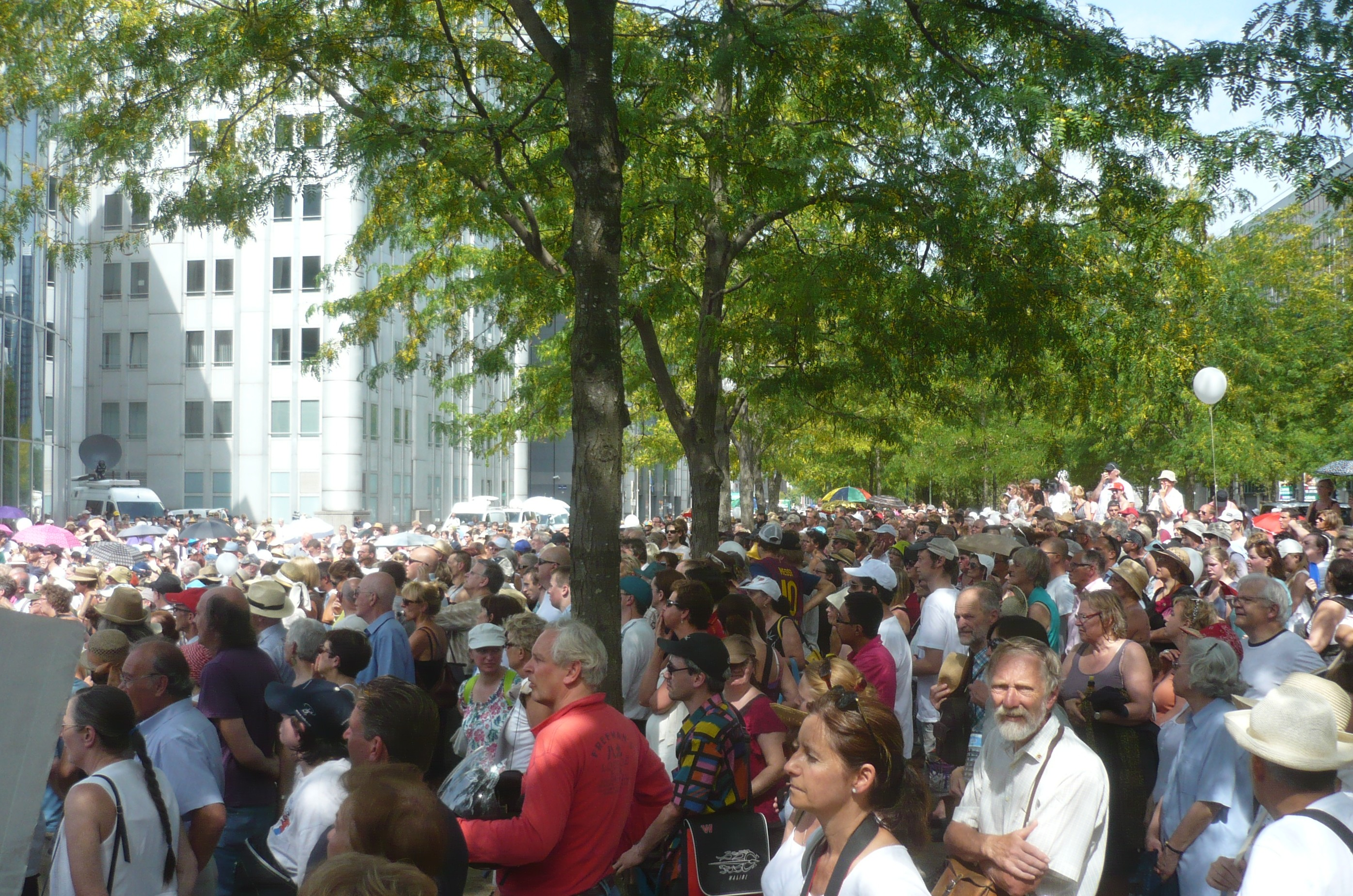
Manifestations après la libération de l'épouse de Marc Dutroux Michelle Martin

  - À l’issue de six ans d’enquête dans le plus gros scandale de pédophilie qu'ait connu la Belgique, l'affaire Dutroux, la justice de ce pays décide de renvoyer Marc Dutroux, sa femme Michelle Martin et leur complice Michel Lelièvre devant une cour d’assises, pour enlèvements, meurtres et viols.
- 2004 : à l’appel du Parti des musulmans de France (PMF) et de l’Union des organisations islamiques de France (UOIF), plusieurs milliers de personnes défilent en France pour dénoncer le projet de loi sur la laïcité interdisant notamment le port du voile à l’école.

- 2018 : le premier ministre français Édouard Philippe annonce l'abandon du projet d'aéroport du Grand Ouest à Notre-Dame-des-Landes (département de Loire-Atlantique).
- 2019 : un attentat tue vingt personnes et en blesse soixante-huit à Bogota en Colombie.
- 2021 : en Russie, l'opposant Alexeï Navalny (photo), de retour dans son pays, après son séjour en Allemagne à la suite de la tentative d'empoisonnement est arrêté à l'aéroport de Moscou-Cheremetievo, son avion ayant été dévié de l'aéroport d'arrivée initial[4].
- 2022 :
  - en Afghanistan, un séisme de magnitude 5,3 dans la province de Badghis, tue au moins 28 personnes[5]
  - aux Émirats arabes unis, l'attaque du 17 janvier 2022 à Abou Dabi, revendiquée par les houthis, fait 3 morts[6]

## Naissances

### XVesiècle

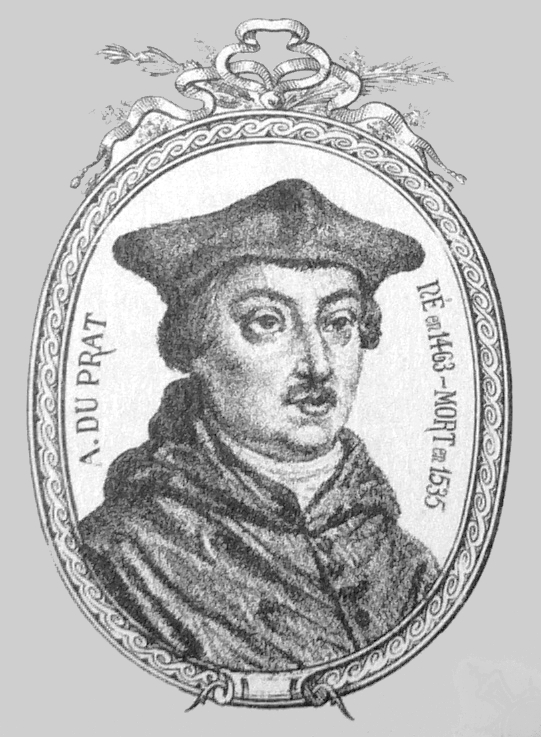
Antoine Duprat

- 1463 : Antoine Duprat, prélat et homme d'État français († 9 juillet 1535).

### XVIesiècle
- 1501 : Leonhart Fuchs, botaniste suisse († 10 mai 1566).
- 1504 : Pie V (Antonio Michele Ghislieri dit), 223e pape de 1566 à 1572 († 1er mai 1572).
- 1560 : Gaspard Bauhin, botaniste et anatomiste suisse († 5 décembre 1624).
- 1600 : Pedro Calderón de la Barca, poète espagnol († 25 mai 1681).

### XVIIesiècle
- 1672 : Antoine Houdar de La Motte, homme de lettres français († 26 décembre 1731).

### XVIIIesiècle
- 1706 : Benjamin Franklin, physicien, inventeur et homme politique américain († 17 avril 1790).
- 1720 : Jean-Joseph Vadé, chansonnier et dramaturge français († 4 juillet 1757).
- 1731 : Antoine-René Mauduit, architecte et mathématicien français († 6 mars 1815).
- 1732 : Stanislas II, roi de Pologne de 1764 à 1795 († 12 février 1798).
- 1734 : François-Joseph Gossec, compositeur français († 16 février 1829).
- 1739 : Johann Christian Daniel von Schreber, botaniste et zoologiste allemand († 10 décembre 1810).

### XIXesiècle

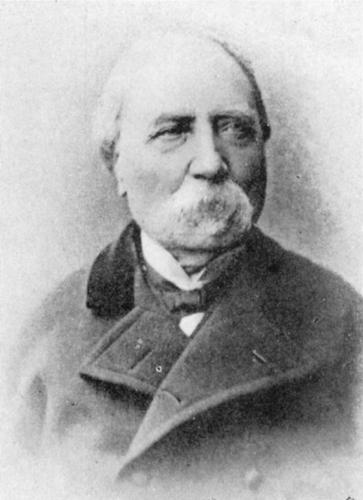
L'entomologiste Hippolyte Lucas

- 1814 : Hippolyte Lucas, entomologiste français († 5 juillet 1899).
- 1820 : Anne Brontë, romancière britannique († 28 mai 1849).
- 1834 : August Weismann, biologiste et médecin allemand († 5 novembre 1914).
- 1836 : Édouard Barrera, militaire français († 27 juillet 1903).
- 1839 : Fernand Ogier de Baulny, entomologiste français († 7 octobre 1870).
- 1853 : Alessandro Portis, géologue et paléontologue italien († 21 décembre 1931).
- 1858 : Gabriel Koenigs, mathématicien français († 29 octobre 1931).
- 1863 : David Lloyd George, avocat, Premier ministre de Grande-Bretagne de 1916 à 1922 († 26 mars 1945).
- 1868 : Louis Couturat, mathématicien et logicien français († 3 août 1914).
- 1870 : Marie-Louise de Bourbon-Parme, princesse consort de Bulgarie († 31 janvier 1899).
- 1872 : Gudmund Schütte, philologue et historien danois († 12 juillet 1958).
- 1876 : Frank Hague, homme politique américain († 1er janvier 1956).
- 1880 : Mack Sennett (Michael Sinnott dit), acteur canadien († 5 novembre 1960).
- 1886 :
  - Johan Ankerstjerne, directeur de la photographie danois († 18 août 1959).
  - Ronald Firbank, écrivain britannique († 21 mai 1926).
  - Glenn Luther Martin, homme d'affaires et pilote américain († 5 décembre 1955).
- 1889 : Ralph Howard Fowler, mathématicien et physicien britannique († 28 juillet 1944).
- 1893 : Viatchéslav Tsvétaev, chef militaire soviétique, Héros de l'Union soviétique († 11 août 1950).
- 1896 : Émile Vignes, photographe français († 9 avril 1983).
- 1897 : Marcel Petiot, médecin et tueur en série français († 25 mai 1946)[7].
- 1899 :
  - Alphonse Gabriel « Al » Capone, gangster italo-américain († 25 janvier 1947).
  - Nevil Shute, ingénieur aéronautique, aviateur et écrivain britannique († 12 janvier 1960).

### XXesiècle
- 1905 :Marudhur Gopalamenon Ramachandiran

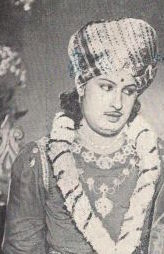
Marudhur Gopalamenon Ramachandiran

  - Louis Armand, résistant et haut fonctionnaire français († 30 août 1971).
  - Dattatreya Ramachandra Kaprekar (दत्तात्रय रामचन्द्र कर्पेकर), mathématicien indien († 1986).
- 1913 : Werenfried van Straaten, religieux néerlandais († 31 janvier 2003).
- 1917 : M. G. Ramachandran, acteur et homme politique indien († 24 décembre 1987).
- 1920 : Fernand Robidoux, animateur de radio et chanteur québécois († 20 septembre 1998).
- 1922 :
  - Luis Echeverría, avocat et président du Mexique de 1970 à 1976 († 8 juillet 2022).
  - Betty White, actrice américaine († 31 décembre 2021).
- 1925 : Duane Hanson, sculpteur américain († 6 janvier 1996).
- 1926 : 
  - Medina Gulgun, poétesse azéri († 17 février 1991).
  - Moira Shearer, danseuse de ballet et actrice écossaise († 31 janvier 2006).
  - Nel van Vliet, nageuse néerlandaise championne olympique († 5 janvier 2006).
- 1927 : Eartha Kitt, chanteuse américaine († 25 décembre 2008).
- 1928 :
  - Jean Barraqué, musicien français († 17 août 1973).
  - Maurice Gaidon, prélat français, évêque de Cahors de 1987 à 2004 († 14 novembre 2011).
  - Vidal Sassoon, coiffeur britannique et fabricant de produits pour la coiffure († 9 mai 2012).
- 1929 :
  - Antonio Ignacio Velasco García, prélat vénézuélien, cardinal et archevêque de Caracas de 1995 à 2003 († 6 juillet 2003).
  - Jacques Plante, hockeyeur canadien († 27 février 1986).
- 1930 : Ali Chouerreb, figure tunisienne du banditisme († 9 mai 1972).Sheree North en 1975
- 1931 :

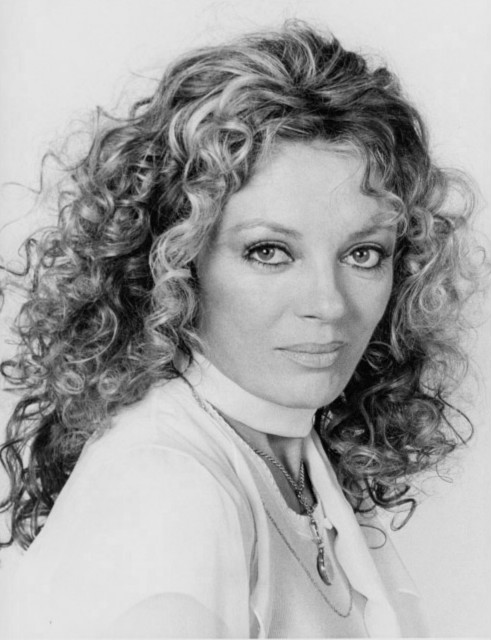
Sheree North en 1975

  - James Earl Jones, acteur américain.
  - Donald William « Don » Zimmer, joueur, manager et instructeur américain de baseball († 4 juin 2014).
- 1932 :
  - Pierre Biarnès, homme politique français († 18 juillet 2022).
  - Hilarion N'dinga, artiste peintre congolais († 27 janvier 2015).
  - Sheree North (Dawn Shirley Crang), actrice, danseuse et chanteuse américaine († 4 novembre 2005).
- 1933 :
  - Dalida (Iolanda Cristina Gigliotti dite), chanteuse et actrice française († 3 mai 1987)[7].
  - Armand Fouillen, footballeur français († 14 juin 2024).
- 1935 : Ruth Ann Minner, femme politique américaine († 4 novembre 2021).
- 1937 : Alain Badiou, philosophe français.
- 1938 : 
  - Michel Lancelot, animateur de télévision et de radio français († 25 février 1984)[7].
  - David Theile, nageur australien double champion olympique.
- 1940 : Kipchoge Keino, athlète kényan spécialiste du demi-fond.
- 1941 :
  - René Binggeli, coureur cycliste suisse († 27 septembre 2007).
  - Karin Frisch, athlète allemande.
  - Michel Hanniet, scénariste et écrivain français.
  - (ou 19 janvier) Sylvie Le Bon de Beauvoir, professeure de philosophie et éditrice française.
  - Daniel Reiner, homme politique français.René Préval en 2006

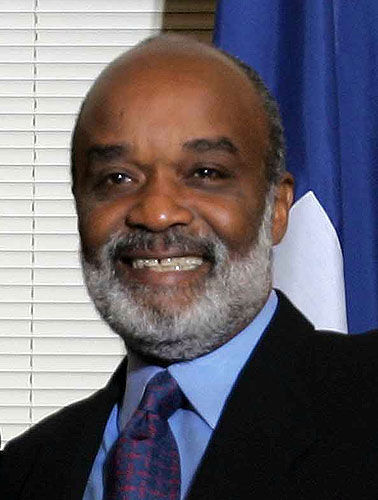
René Préval en 2006

  - Antoaneta Tănăsescu, philologue et critique littéraire roumaine († 9 décembre 2013).
  - Gillian Weir, organiste et claveciniste néo-zélandaise.
- 1942 : Mohamed Ali, boxeur américain († 3 juin 2016).
- 1943 :
  - Daniel C. Brandenstein, astronaute américain.
  - Chris Montez, chanteur américain.
  - René Préval, chef d'État haïtien († 3 mars 2017).
  - Denis Tunnicliffe, baron Tunnicliffe, pair, pilote et cheminot britannique.
- 1944 :
  - Georges Belaubre, triathlète français.
  - Jean-Pierre Berthet, journaliste français spécialiste de justice[7].
  - Ibedul Gibbons, chef de Koror dans la république des Palaos († 4 novembre 2021).
  - Jan Oscar Sverre Lucien Henri Guillou, écrivain et journaliste suédois.
  - Françoise Hardy, autrice, compositrice et chanteuse française[7] († 11 juin 2024).
  - (ou 14 janvier) Mahieddine Khalef, footballeur algérien.Anne Queffélec lors de La Folle Journée de Nantes en 2009

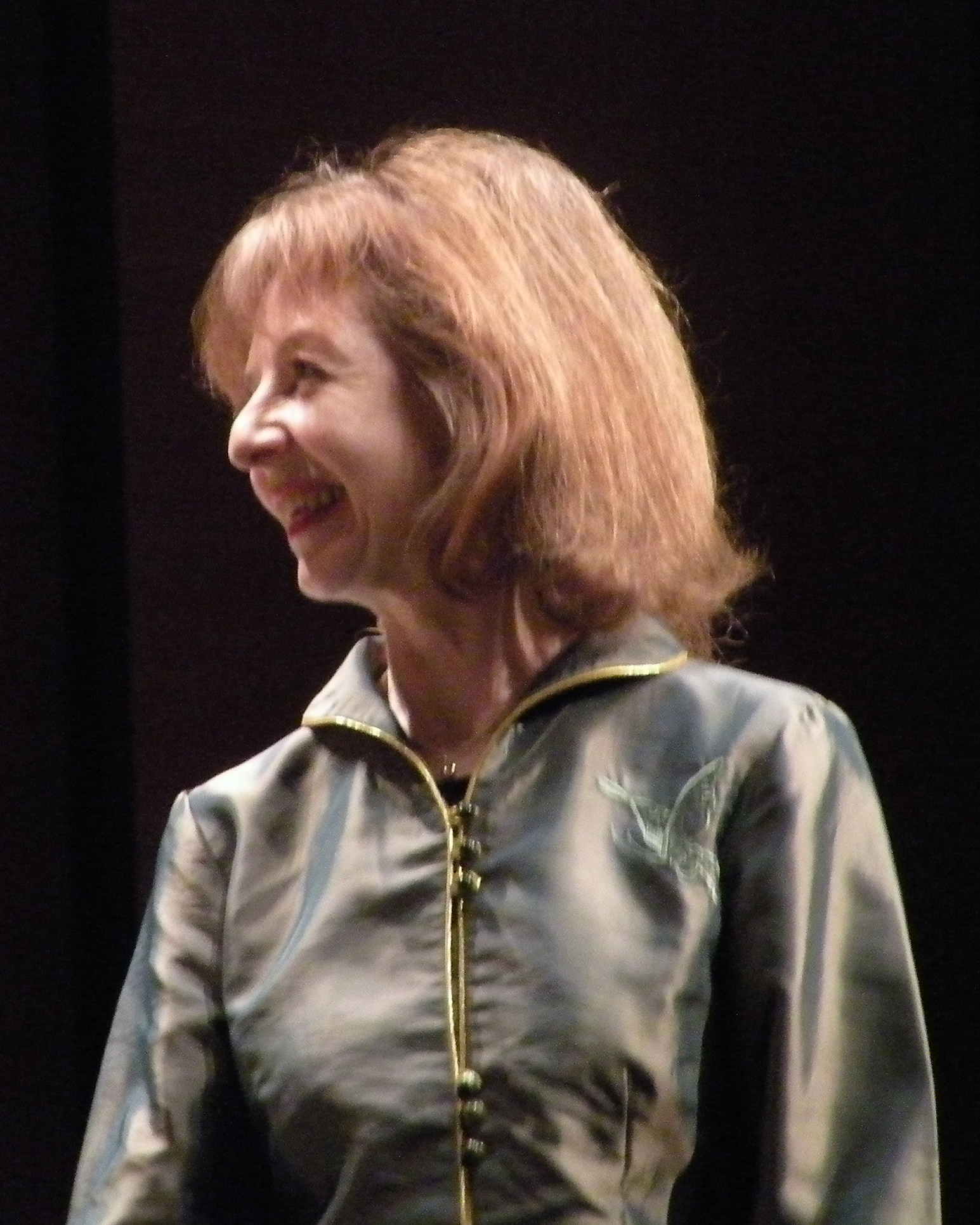
Anne Queffélec lors de La Folle Journée de Nantes en 2009

- 1945 : Claude Guéant, haut fonctionnaire et homme politique français.
- 1946 :
  - Michèle Deslauriers, actrice québécoise.
  - Didier Lecat, journaliste français († 25 octobre 2004).
- 1947 : 
  - Philippe Denis, poète, essayiste et traducteur français († 8 novembre 2021).
  - Alain Payet, réalisateur français († 13 décembre 2007).
- 1948 : Anne Queffélec, musicienne française.
- 1949 :
  - Andrew Geoffrey « Andy » Kaufman, acteur américain († 16 mai 1984).
  - Michael Kevin « Mick » Taylor, musicien britannique.
- 1950 :
  - Lounis Aït Menguellet, chanteur algérien.
  - Jean Poirier, homme politique franco-ontarien (canadien), prix Séraphin-Marion en 2001.
- 1951 : 
  - Damien Alary, homme politique français.
  - Veronica Openibo, religieuse nigériane, supérieure générale.
  - Rolando Thöni, skieur alpin italien († 4 avril 2021).
- 1952 :
  - Monique Proulx, écrivaine et scénariste québécoise.
  - Ryūichi Sakamoto (坂本 龍一), musicien japonais († 28 mars 2023).
- 1954 : Marina Rossell, chanteuse espagnole.
- 1955 : 
  - Katalin Karikó, biochimiste hongroise spécialisée dans la technique ARN messager.
  - Pietro Parolin, cardinal italien, secrétaire d'État du Saint-Siège.
- 1956 :
  - Mitch Vogel, acteur et compositeur américain.Lutz Hesslich en 1988

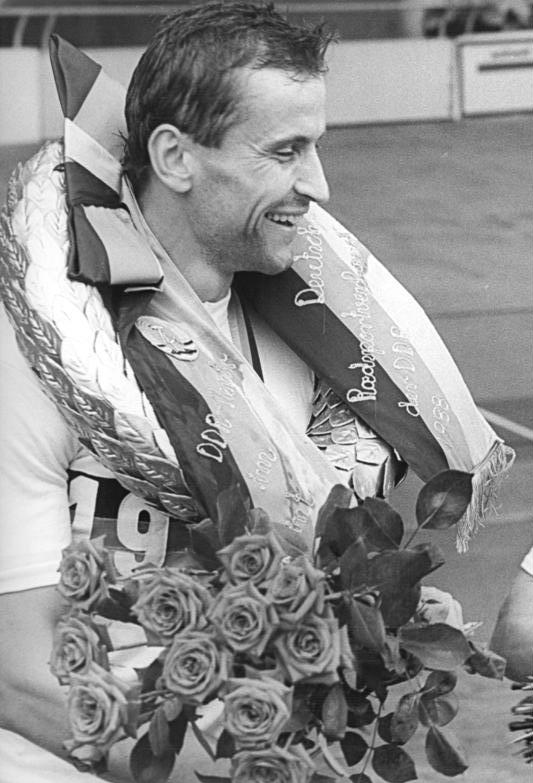
Lutz Hesslich en 1988

  - Paul Young, chanteur britannique.
- 1957 : Bernard Fortin, acteur québécois.
- 1959 :
  - Lutz Hesslich, cycliste allemand.
  - Susanna Hoffs, chanteuse américaine.
- 1960 :
  - John Crawford (en), chanteur et compositeur américain du groupe Berlin.
  - Charles Theodore « Chili » Davis, joueur de baseball professionnel jamaïcain.
- 1961 :
  - Brian Helgeland, réalisateur et scénariste américain.
  - Alex Ramos, boxeur américain.
- 1962 : James Eugene « Jim » Carrey, acteur nord-américain (canadien et "étatsunien").
- 1963 : 
  - Annie David, femme politique française.
  - Henri Sanz, joueur de rugby à XV français, international.
- 1964 :
  - Jamy Gourmaud, journaliste français.
  - Michelle Obama, avocate américaine, première dame des États-Unis de 2009 à 2017.Song Kang-ho aux Blue Dragon Film Awards en 2013
- 1965 :

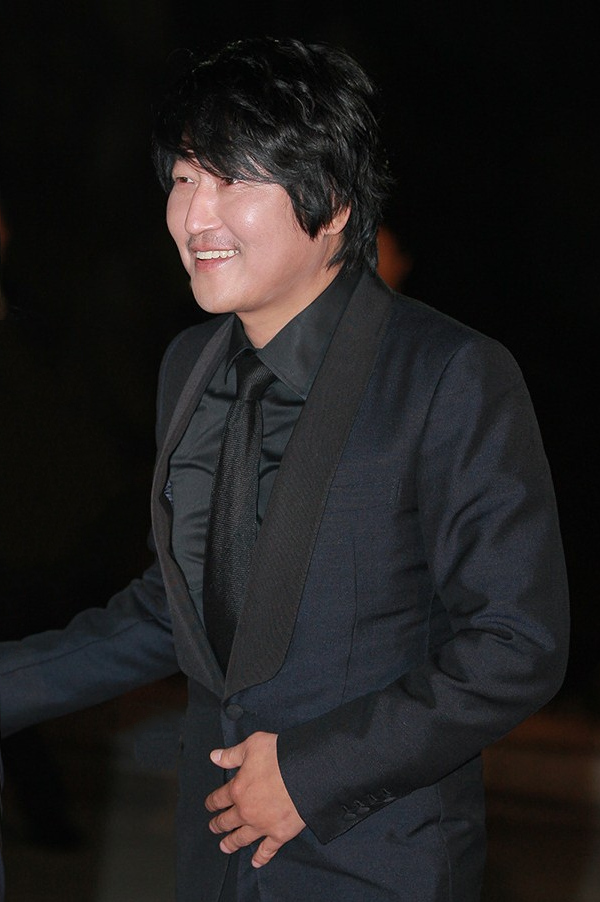
Song Kang-ho aux Blue Dragon Film Awards en 2013

  - Daniel John Caruso, réalisateur américain.
  - Sylvain Turgeon, hockeyeur professionnel québécois.
- 1967 :
  - Régis Brouard, entraîneur de football français.
  - Song Kang-ho (송강호), acteur sud-coréen.
- 1968 :
  - Stéphane Meca, matador français.
  - Mathilde Seigner, actrice française.
  - Svetlana Masterkova, athlète russe spécialiste du demi-fond, double championne olympique.
- 1969 :
  - Naveen Andrews, acteur américain.
  - Selena Steele, actrice américaine.
  - Tiësto (Tijs Michiel Verwest dit), disc-jockey néerlandais.
- 1970 : Jeremy Roenick, hockeyeur professionnel américain.
- 1971 :
  - Richard Burns, pilote automobile britannique († 25 novembre 2005).
  - Leonardo Ciampa, musicien américain.
  - Kid Rock (Robert James Ritchie dit), chanteur, instrumentiste et acteur américain.
  - Sylvie Testud, actrice française.
- 1973 :
  - François Damiens, humoriste et acteur belge francophone.Grégory Rast au tour de Suisse en 2015

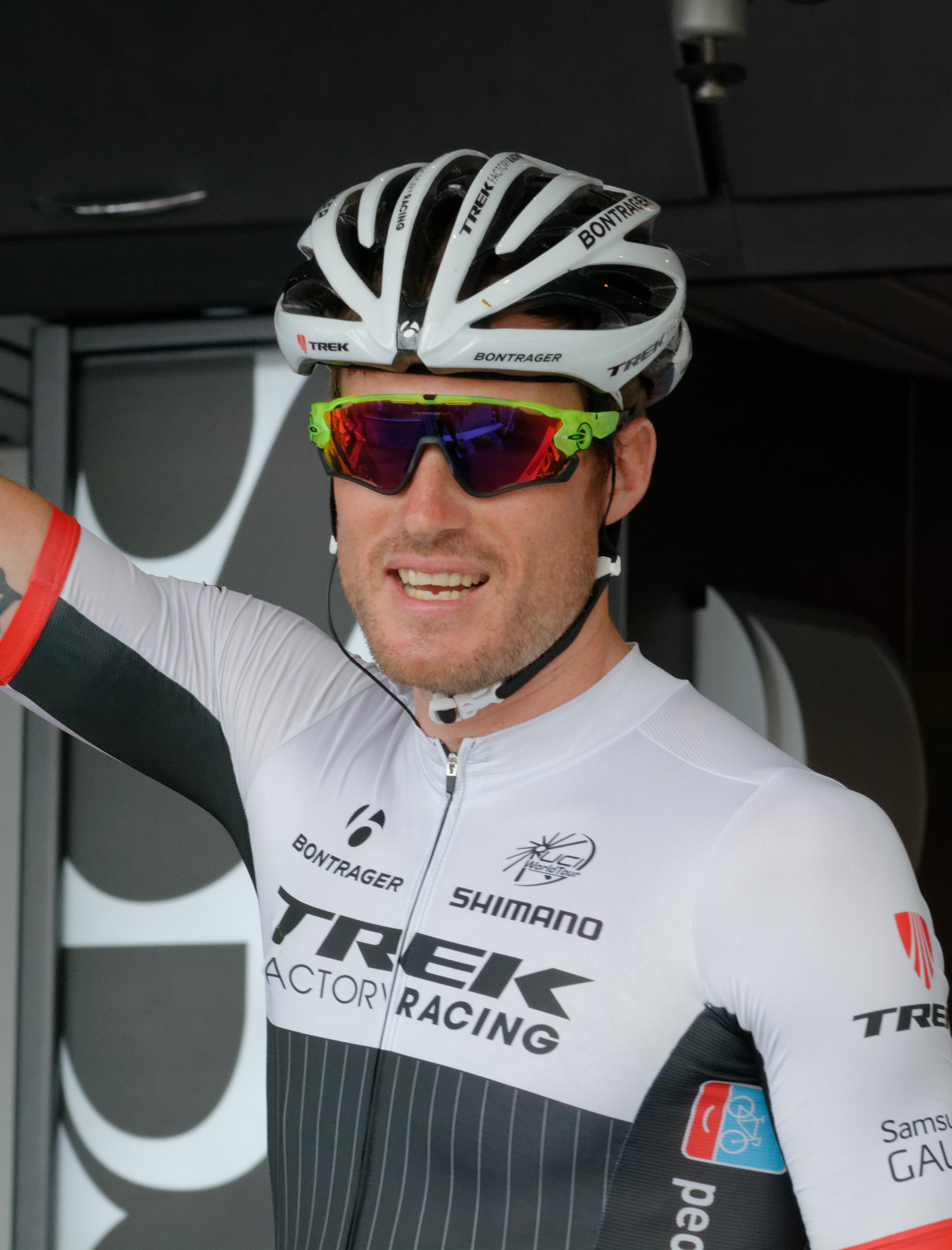
Grégory Rast au tour de Suisse en 2015

  - Aaron Ward, défenseur de hockey sur glace canadien.
- 1976 : 
  - Miguel Martinez, coureur cycliste français champion olympique et mondial de cross-country.
  - Tonique Williams-Darling, athlète bahaméenne, championne olympique du 400 m.
- 1978 : Petra Mandula, joueuse de tennis hongroise.
- 1980 :
  - Zooey Deschanel, actrice américaine.
  - Grégory Rast, cycliste sur route suisse.
- 1981 :
  - Thierry Ascione, joueur de tennis français.
  - Julien Cousineau, skieur alpin québécois.
  - Harding Nana, basketteur camerounais.
  - Christophe Riblon, cycliste sur route et sur piste français.
- 1982 :
  - Ricardo Bóvio, footballeur brésilien.
  - Dwyane Wade, basketteur américain.
- 1983 : Álvaro Arbeloa, footballeur espagnol.
- 1984 : Calvin Harris (Adam Richard Wiles dit), disc-jockey, chanteur, compositeur et producteur britannique.
- 1985 :
  - Anna Alminova, athlète de demi-fond russe.
  - Arnaud Bühler, footballeur suisse.
  - Kangin, (Kim Young-woon (김영운) dit), chanteur et danseur sud-coréen.
  - Sebastian Langeveld, cycliste sur route néerlandais.

- 1986 : 
  - Max Adler, acteur américain.

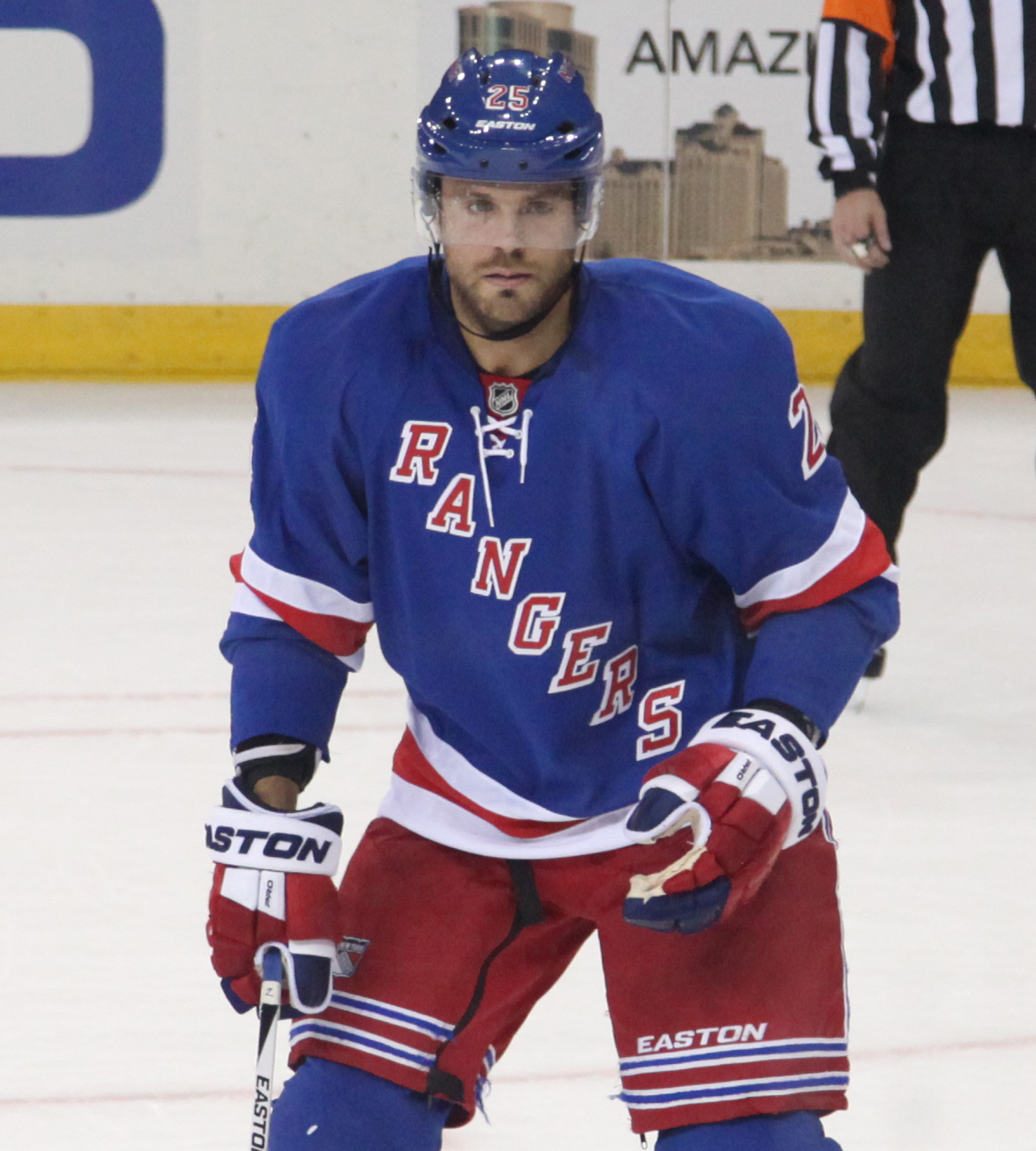
Viktor Stålberg sous le maillot des Rangers de New York en 2015

  - Viktor Stålberg, hockeyeur professionnel suédois.
- 1987 :
  - Viktoriya Mirtcheva, basketteuse ukrainienne.
  - Simone Ponzi, cycliste sur route italien.
  - Mark Sanchez, basketteur américano-mexicain.
- 1988 :
  - Sanchez William « Will » Genia, joueur de rugby à XV australien.
  - Mike Di Meglio (Mickaël Teddy Dimeglio dit), pilote de moto français.
  - Albert Ramos, joueur de tennis espagnol.
  - Abdou Traoré, footballeur malien.
- 1989 : Antoine Diot, basketteur français.
- 1990 :
  - Esteban Chaves, cycliste sur route colombien.
  - Erving Walker, basketteur américain.
- 1991 : Yann Lesgourgues, joueur de rugby français.
- 1992 : Nasrane Bacar, athlète française.
- 1993 : José Sá, footballeur portugais.
- 1994 : Pascal Ackermann, cycliste sur route allemand.
- 1996 : Nile Wilson, gymnaste anglais.
- 2000 : Ayo Dosunmu, basketteur américain.

### XXIesiècle
- 2002 : Samuel (Samuel Kim Arredondo dit), chanteur américain basé en Corée du Sud.

## Décès

### IVesiècle

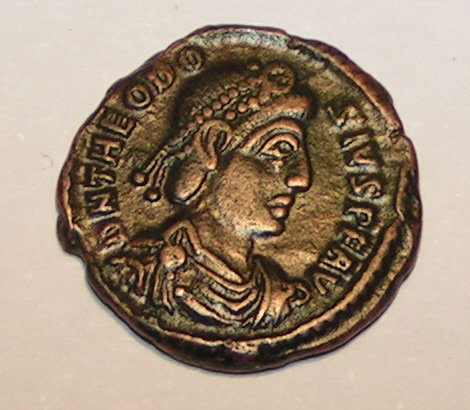
Monnaie à l'effigie de Théodose Ier.

- 395 : Théodose Ier, empereur romain de 379 à 395 (° 11 janvier 347).

### VIIIesiècle
- 715 : Dagobert III, roi des Francs (Neustrie et Bourgogne) de 711 à 715 (° v. 699).

### XIIesiècle
- 1156 : André de Montbard, grand-maître de l'ordre du Temple (° 1103).

### XIVesiècle
- 1369 : Pierre Ier, roi de Chypre de 1358 à 1369 (° 9 octobre 1328).

### XVesiècle

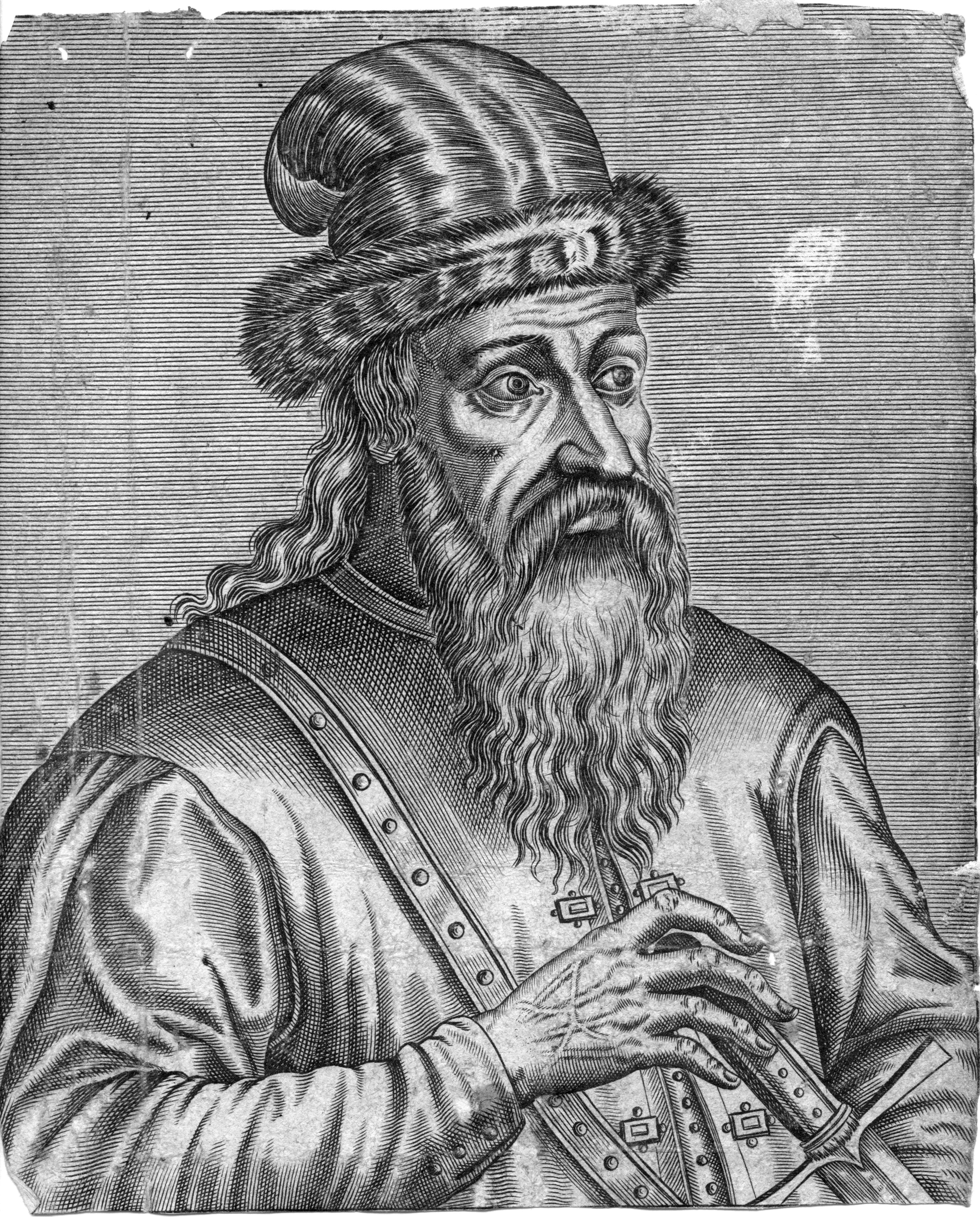
Portrait gravé de Georges Castriote Skanderbeg

- 1468 : Georges Castriote Skanderbeg, prince albanais (° 6 mai 1405).

### XVIIesiècle
- 1654 : Paulus Potter, peintre néerlandais (° 20 novembre 1625).
- 1675 : Bernard Frénicle de Bessy, mathématicien français (° 1605).

### XVIIIesiècle
- 1705 : John Ray, naturaliste anglais (° 29 novembre 1627).
- 1736 : Matthäus Daniel Pöppelmann, architecte allemand (° 3 mai 1662).
- 1738 : Jean-François Dandrieu, musicien français (° 1682).
- 1751 : Tomaso Albinoni, musicien italien (° 8 juin 1671).
- 1775 : Vincenzo Riccati, mathématicien italien (° 11 janvier 1707).

### XIXesiècle
- 1826 : Juan Crisóstomo de Arriaga, musicien espagnol (° 27 janvier 1806).
- 1861 : Lola Montez (Marie Dolores Eliza Rosanna Gilbert dite), danseuse et courtisane britannique (° 17 février 1821).
- 1884 : Hermann Schlegel, ornithologue allemand (° 10 juin 1804).
- 1885 :
  - Léopoldine Blahetka, compositrice autrichienne (° 16 novembre 1809).
  - Frederick Gustavus Burnaby, officier de renseignement britannique (° 3 mars 1842).
  - Achille Chéreau, médecin et biographe français (° 23 août 1817).
  - Victor Leclaire, peintre français (° 20 décembre 1830).
  - Marie Antonia París y Riera, religieuse espagnole (° 28 juin 1813).
  - Antoine Claude Ponthus-Cinier, peintre français (° 29 août 1812).
- 1886 : 
  - Jean-Marie Reignier, peintre français (° 23 août 1815).
  - Louis Ganne, homme politique français (° 26 février 1815).
  - Bernhard von Neher, peintre allemand (° 16 janvier 1806).
  - Eduard Oscar Schmidt, naturaliste allemand (° 21 février 1823).
  - Jacques Philippe Henri Usquin, militaire et professeur français (° 10 mai 1815).
- 1887 : Laurent-Charles Maréchal, dessinateur, pastelliste et peintre verrier français (° 27 janvier 1801).
- 1891 : Henry du Boucher, paléontologue, minéralogiste et géologue français (° 18 juin 1835).
- 1893 : Rutherford Birchard Hayes, avocat et homme politique américain, 19e président des États-Unis (° 4 octobre 1822).

### XXesiècle

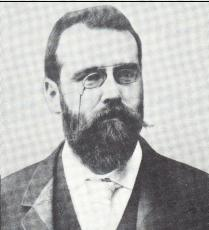
Paul Hankar vers 1890

- 1901 : Paul Hankar, architecte et designer belge (° 11 décembre 1859).
- 1911 : Francis Galton, psychologue et mathématicien britannique (° 16 février 1822).
- 1914 : Fernand Foureau, géographe et explorateur français (° 17 octobre 1850).
- 1918 :  Louise Héritte-Viardot, compositrice, pianiste et cantatrice française (° 14 décembre 1841).
- 1927 : Juliette Gordon Low, fondatrice des Girl Scouts aux États-Unis (° 31 octobre 1860).
- 1933 : Louis Comfort Tiffany, peintre, artisan, décorateur, designer américain (° 18 février 1848).
- 1942 : Walter von Reichenau, maréchal allemand (° 8 octobre 1884).
- 1945 : Édouard Bourdet, écrivain français (° 26 octobre 1887).
- 1947 :
  - Eugène Lanti (Eugène Adam dit), espérantiste français (° 19 juillet 1879).
  - Jean-Marie-Rodrigue Villeneuve, cardinal québécois (° 2 novembre 1883).
- 1961 : Patrice Lumumba, homme d'État congolais, Premier ministre du Congo (° 2 juillet 1925).
- 1965 : Pierre Gerlier, prélat français (° 14 janvier 1880).

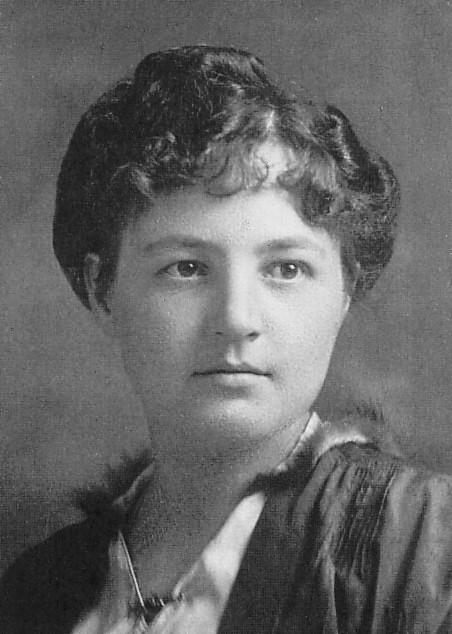
Justine Lacoste-Beaubien en 1903

- 1967 : Justine Lacoste-Beaubien, gestionnaire et philanthrope québécoise (° 1er octobre 1877).
- 1969 : Grażyna Bacewicz, compositrice polonaise (° 5 février 1909).
- 1970 : William Larry « Billy » Stewart II, chanteur américain (° 24 mars 1937).
- 1987 : Gu Zhutong, homme politique taïwanais (° 9 janvier 1893).
- 1989 :
  - la mère Denis (Jeanne Marie Le Calvé), icône française de publicité (° 9 novembre 1893).
  - Georges Schehadé, poète et dramaturge libanais (° 2 novembre 1905).
- 1990 :
  - Charles Hernu, homme politique français (° 3 juillet 1923).
  - André Morice, homme politique français (° 10 octobre 1900).
- 1991 : Olav V, roi de Norvège de 1957 à 1991 (° 2 juillet 1903).
- 1996 :
  - Richard Baquié, sculpteur français (° 1er mai 1952).
  - Barbara Jordan, avocate, éducatrice et femme politique américaine (° 21 février 1936).
  - Jean Raffarin, homme politique français (° 23 mars 1914).
- 1997 :
  - Jean Béranger, homme politique français (° 21 août 1925).
  - Robert Giraud, poète, journaliste, écrivain et lexicologue français (° 21 novembre 1921).
  - Clyde William Tombaugh, astronome américain, découvreur de la planète naine Pluton (° 4 février 1906).
- 1998 :
  - Helvi Hämäläinen, écrivaine finlandaise (° 16 juin 1907).
  - David « Junior » Kimbrough, musicien américain (° 28 juillet 1930).
- 1999 :
  - Nicholas Corea, scénariste, producteur de cinéma, réalisateur et compositeur américain (° 7 avril 1943).
  - Robert Eads, homme trans américain (° 18 décembre 1945).
  - Alister Hopkinson, joueur de rugby à XV néo-zélandais (° 30 mai 1941).
- 2000 : Philip Mark Jones, trompettiste britannique (° 12 mars 1928).

### XXIesiècle
- 2001 :

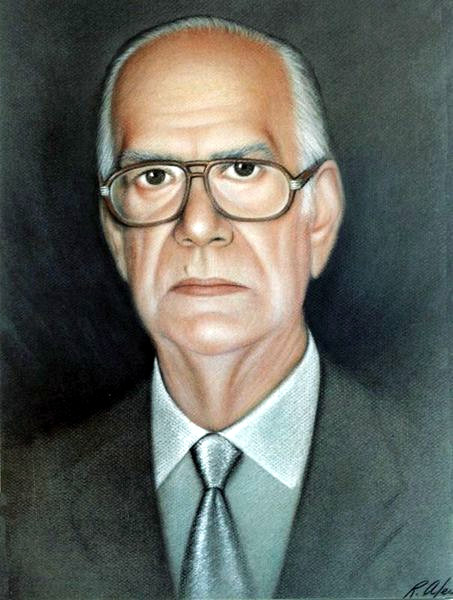
Camilo José Cela en 1996

  - Gregory Corso, poète américain (° 26 mars 1930).
  - Tom Kilburn, ingénieur britannique (° 11 août 1921).
  - Sergej Kraigher, homme politique yougoslave puis slovène (° 30 mai 1914).
- 2002 : 
  - Camilo José Cela, écrivain espagnol, prix Nobel de littérature en 1989 (° 11 mai 1916).
  - Queenie Leonard, actrice de doublage britannique (° 18 février 1905).
- 2003 : 
  - Richard Crenna, acteur américain (° 30 novembre 1926).
  - Sao Nang Hearn Kham, femme politique birmane (° 26 mai 1916).
- 2004 :
  - Raymond Bonham Carter, banquier britannique (° 19 juin 1929).
  - Harry Brecheen, joueur de baseball américain (° 14 octobre 1914).
  - Czesław Niemen, musicien polonais (° 16 février 1939).
  - Raymond Otto « Ray » Stark, producteur de cinéma américain (° 3 octobre 1914).
  - Noble Willingham, acteur américain (° 31 août 1931).
- 2005 :
  - Virginia Mayo (Virginia Clara Jones dite), actrice américaine (° 30 novembre 1920).
  - Albert Schatz, microbiologiste américain (° 2 février 1920).
  - George Patrick Leonard Walker, volcanologue britannique (° 2 mars 1926).
  - Zhao Ziyang (赵紫阳), homme d'État chinois, Premier ministre de la république populaire de Chine (° 17 octobre 1919).
- 2006 :
  - Pierre Grondin, chirurgien québécois, le premier à réussir une transplantation cardiaque au Canada (° 18 août 1925).
  - Olive (Olivier Caudron dit), musicien français (° 4 décembre 1955).
  - Clarence Ray Allen, criminel américain (° 16 janvier 1930).
- 2007 : 
  - Arthur Buchwald, humoriste américain (° 20 octobre 1925).
  - Alice Lakwena, prophétesse ougandaise (° 1956).
- 2008 :
  - Rubens de Azevedo, astronome, dessinateur de bandes dessinées et écrivain brésilien (° 30 octobre 1921).
  - Carlos (Yvan-Chrysostome Dolto), chanteur, danseur, amuseur français (° 20 février 1943).
  - Robert James « Bobby » Fischer, joueur d’échecs américain (° 9 mars 1943).
  - John McHale, joueur et dirigeant de baseball américain (° 21 septembre 1921).
  - Frédéric de Towarnicki, journaliste français (° 6 novembre 1920).
- 2009 : Italo Mereu, juriste italien (° 22 février 1921).
- 2010 : Erich Segal, romancier et scénariste américain (° 16 juin 1937).
- 2011 :
  - Jean Dutourd, homme de lettres et académicien français (° 14 janvier 1920).
  - Donald Clark « Don » Kirshner, éditeur producteur américain de musique (° 17 avril 1934).
- 2013 : 
  - Yves Debay, journaliste correspondant de guerre franco-belge (° 24 décembre 1954).
  - Robert Quibel, surnommé Bob Quibel, contrebassiste, arrangeur et chef d'orchestre français (° 12 octobre 1930).
- 2014 : Francine Lalonde, enseignante, syndicaliste et femme politique québécoise (° 24 août 1940).
- 2015 : Lyla Rocco (Maria Luisa Rocco), 81 ans, actrice. (° 18 janvier 1933)
- 2016 : Sherron Mills, basketteur américano-turc (° 29 juillet 1971).
- 2017 : Pascal Garray, dessinateur et scénariste belge (° 12 décembre 1965).
- 2019 :
  - Fernand Labrie, endocrinologue et chercheur québécois (° 28 juin 1937).
  - Mary Oliver, poétesse américaine (° 10 septembre 1935).
- 2020 : Jacques Desallangre, homme politique français (° 6 septembre 1935).
- 2021 : Jacques Bral, homme de cinéma français (° 21 septembre 1948).
- 2024 :
  - Shawnacy Barber, athlète de saut en hauteur canadien (° 27 mai 1994).
  - Jean-Michel Barrault, écrivain de marine, circumnavigateur, journaliste et éditorialiste français (° 16 septembre 1927).
  - Philippe Blatter, ancien militaire et instructeur militaire français (° 20 décembre 1949).
  - Al Cantello, athlète de lancer de javelot américain (° 9 juin 1931).
  - Günter Figal, philosophe allemand (° 15 juillet 1949).
  - Anthony Gobert, pilote de moto australien (° 5 mars 1975).
- 2025 :
  - Étienne, sculpteur français (° 1er novembre 1952).
  - Didier Guillaume, homme politique français, ministre d'État de Monaco (° 11 mai 1952).
  - Denis Law, footballeur écossais (° 24 février 1940).
  - François Ponchaud, prêtre catholique missionnaire français (° 8 février 1939).
  - Punsalmaagiin Ochirbat, homme d'État mongol (° 23 janvier 1942).
  - Stéphane Venne, auteur-compositeur, arrangeur musical et producteur canadien (° 2 juillet 1941).

## Célébrations

### Internationales et nationales
- la journée internationale de la cuisine italienne.Aperçu du carnaval à Patras en 1995.

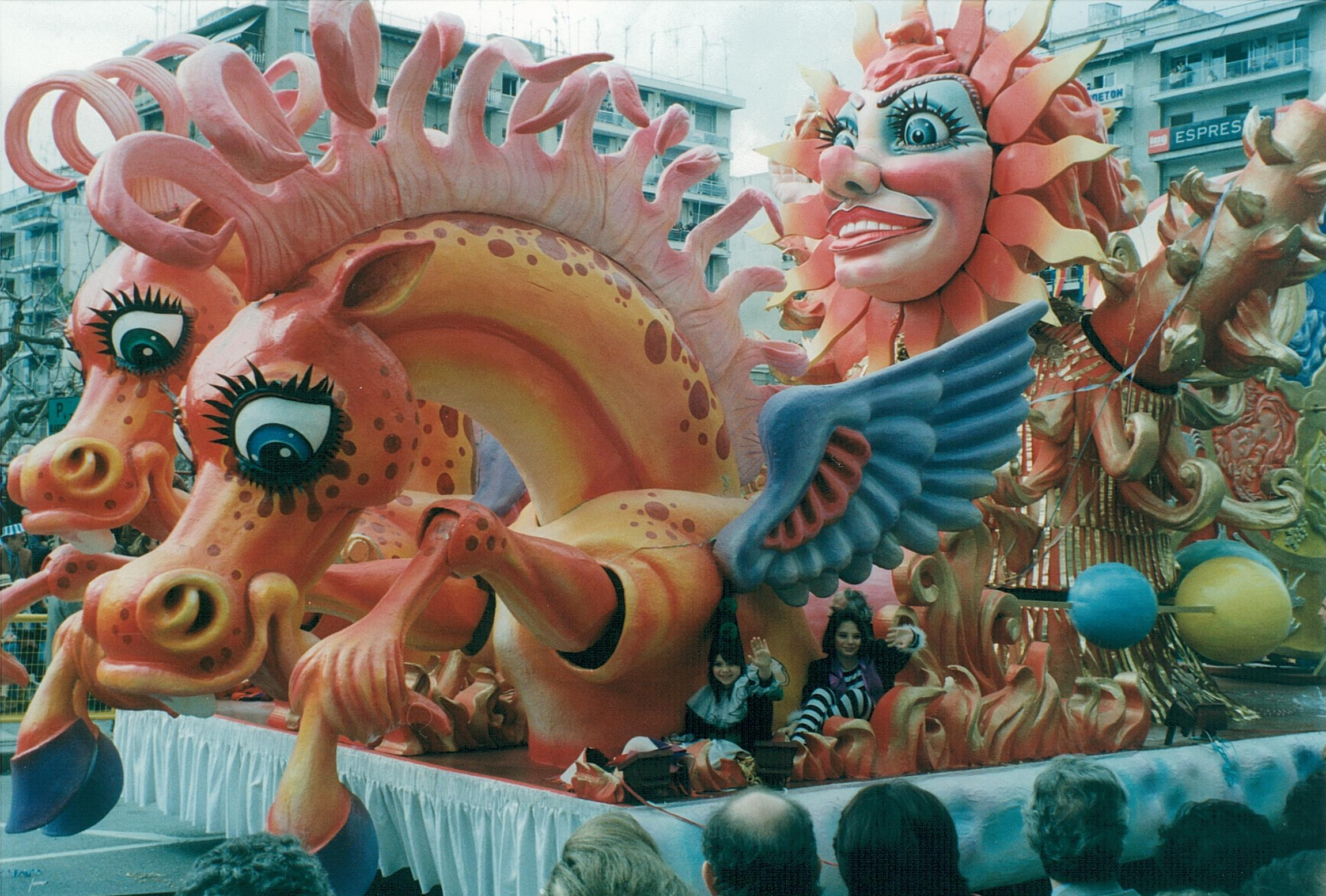
Aperçu du carnaval à Patras en 1995.

- Minorque (îles Baléares, Espagne) : día de Menorca /« fête de Minorque ».
- Patras (Grèce) : début du carnaval ou Apokriá qui dure jusqu'au Lundi Pur (et début de la saison de tous les carnavals dès l'Épiphanie de début janvier jusqu'aux Carême-prenant, bœufs-gras des Dimanche-Gras, Lundi-Gras et Mardi-Gras).

### Religieuses
- Mythologie lettone (Lettonie et ses diasporas) : zirgu diena / « fête des chevaux » ou d'abord des cochons ou cūka, cūkgaļa.
- Catholicisme : 
  - à Albacete, Jerez de la Frontera en Andalousie  (ou le 25 janvier), ou encore à Madrid (Espagne) : fiestas de San Anton (es) avec bénédiction des animaux (de compagnie voire autres), dont les chevaux (andalous) comme en Lettonie ci-avant (étalables souvent jusqu'au dernier dimanche de janvier entre 25 et 30[8].) ;Antoine le Grand tel qu'imaginé par le peintre Francisco de Zurbarán.

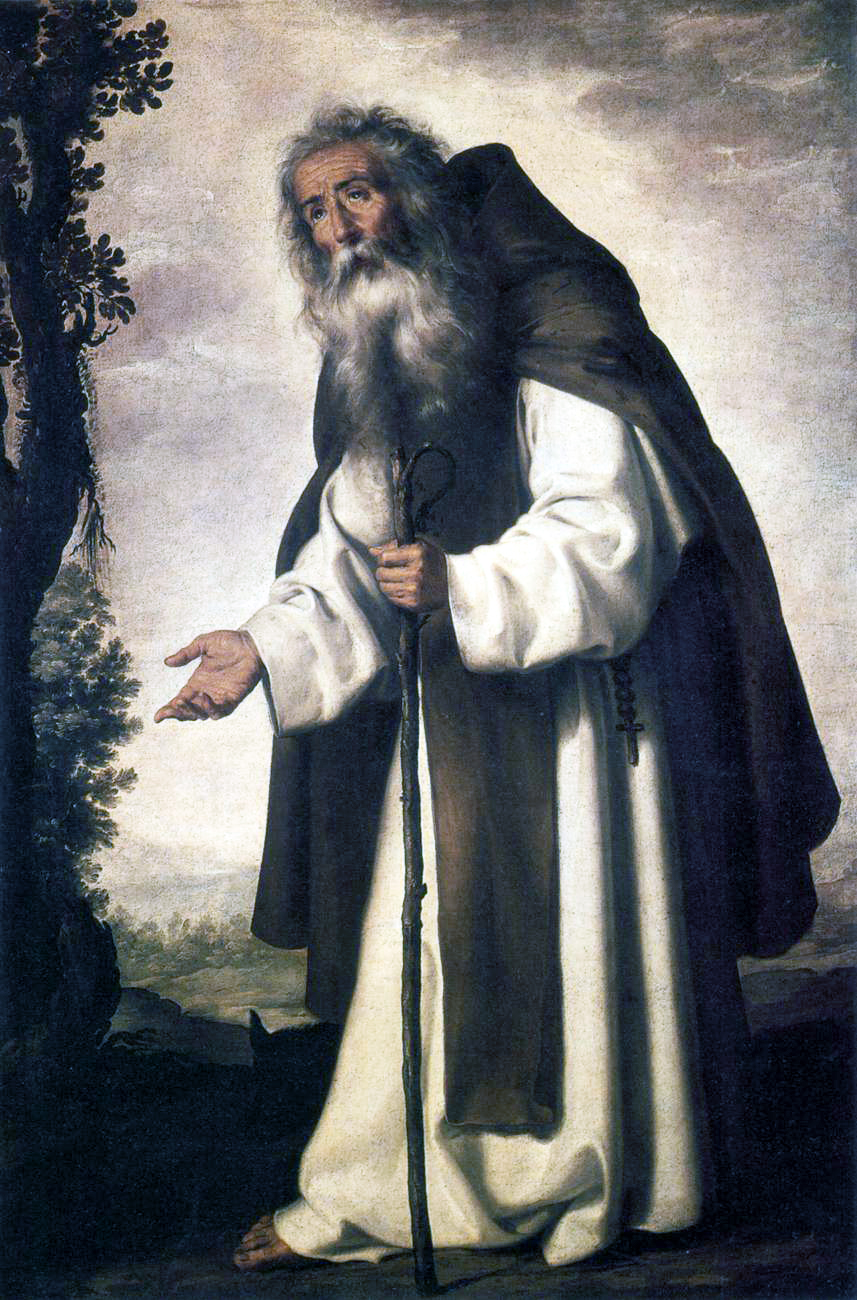
Antoine le Grand tel qu'imaginé par le peintre Francisco de Zurbarán.

  - commémoration d'une première apparition mariale à plusieurs enfants Barbedette à Pontmain (extrême nord-ouest de la Mayenne, Bas-Maine historique, Pays-de-Loire, France) en 1871[9] (apparition(s) suivante(s) dès le 18 janvier, 150e anniversaire en 2021 malgré pandémie et couvre-feu).

### Saints des Églises chrétiennes

#### Saints des Églises catholiques et orthodoxes
Saints des Églises catholiques et orthodoxes :
- Achille de Scété (Ve siècle), ermite au désert de Scété en Égypte.
- Antoine le Grand / du désert († 356), ermite en Égypte (peinture plus tardive ci-contre).
- Gamelbert († 800), bienheureux prêtre bavarois - curé de la paroisse de Michaelsbuch.
- Genou — ou « Genulphe » — († vers 250), 1er évêque de Cahors (Quercy et actuel Lot, en France).
- Julien Sabas († 377), ermite dans l'Osroène, en Mésopotamie.
- Marcel de Die († 510), 11e évêque de Die (actuelle Drôme, Rhône-Alpes-Auvergne).
- Méleusippe († 166) et ses frères Speusippe et Eleusippe, leur grand-mère Léonille, martyrs en Cappadoce.
- Mildgyth (VIIe siècle), princesse du Kent devenue religieuse.
- Richmir († 715), abbé bénédictin du monastère de Saint-Rigomer-des-Bois.
- Sulpice le Pieux († 644), 31e archevêque de Bourges au centre de la France continentale.
- Théodose Ier († 395), empereur romain d'Orient et d'Occident.
- Yolaine de Pleine-Selve († 363), vierge et martyre au diocèse de Soissons (actuelle Aisne picarde proche de l'Île-de-France).

#### Saints et bienheureux des Églises catholiques
Saints et bienheureux des Églises catholiques :
- Notre-Dame de Pontmain (vitrail ci-contre et apparition ci-avant supposée être de Sainte Marie ayant vraisemblablement vécu, et aux 1ers siècles avant, après voire « pendant » son fils dit J.(-C.) de Nazareth)[12].Vitrail de la basilique Notre-Dame d'Espérance de Pontmain représentant l'apparition de la Vierge Marie en 1871 ci-avant.

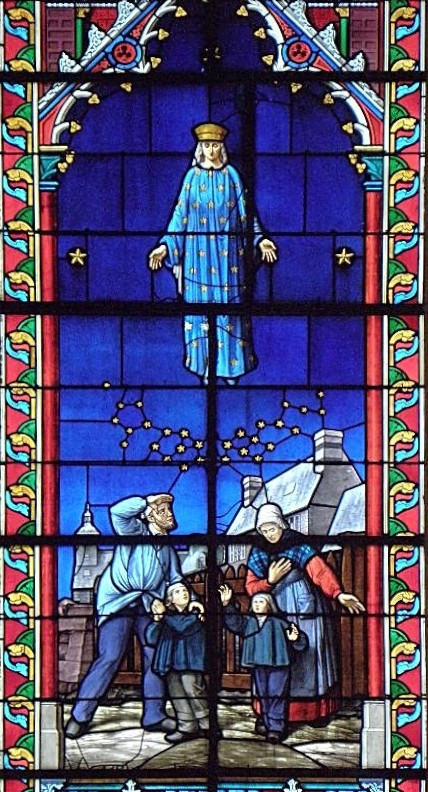
Vitrail de la basilique Notre-Dame d'Espérance de Pontmain représentant l'apparition de la Vierge Marie en 1871 ci-avant.

- Janvier Sánchez Delgadillo (es) († 1927), prêtre et martyr mexicain.
- Roseline de Villeneuve († 1329), moniale française - prieure de la chartreuse de Celle-Roubaud (actuel Var, Provence).
- Teresio Olivelli († 1945), bienheureux laïc italien.
- Thomas Saleh († 1917), bienheureux prêtre capucin martyr.

#### Saints orthodoxes du jour,aux dates parfois"juliennes"ou orientales
Saints des Églises orthodoxes :
- Antoine de Bérée (XIe siècle) — ou « Antoine le Nouveau » —, ascète et thaumaturge au skite de Bérée en Macédoine.
- Antoine de Krasny Kholm († 1431 ou 1481), fondateur du monastère de la Belle-Colline (Krasnyi-Kholm) en Russie.
- Georges de Ioannina (el) († 1838), palefrenier, martyr par la main de Turcs à Ioannina.
- Iounilla et Tourvon († ?), martyrs en Cappadoce.

### Prénoms du jour[Où?]
Bonne fête aux Roseline et ses variantes : Rosalind, Rosalinda, Rosalynd, Roselyne (les Rosalie étant plutôt fêtables les 4 septembre, entre les Rosa et Rose des 23 août et les Rosine des 11 mars).
Et aussi aux :
- Antoine et ses variantes ou dérivés : Andoni, Anthony, Antoinette, Anton, Antonella, Antonello, Antonia, Antonieta, Antonietta, Antonio, Antony, Titouan, Toine, Toinette, Tonio, Tony, etc. (et 13 juin etc.).
- Aux Marie et ses nombreuses variantes du fait de l'apparition mariale de N.-D. de Pontmain en 1871 plus haut (voir en particulier les 1er janvier, 15 août, 8 septembre, 8 décembre, voire à d'autres dates de telles apparitions).
- Aux Théodose, Théodosa, Teodosa ;
- Yolaine (Yolande etc. les 15 juin).

## Traditions et superstitions

### Dictons
- « À la Saint-Antoine, les jours augmentent d'un dîner de moine. »[Cosson 1]
- « À la Saint-Antoine, les jours augmentent d'un repas de moine. »
- « À la Saint-Antoine, les jours augmentent du repas d'un moine. »
- « À la Saint-Antoine, les jours croissent du pas d'un moine. »[13]
  - ... après le « pas de coq » de "la Nau" (Noël les 25 décembre), le « pas de bœuf » du guilonneu ou guilanneuf (1er janvier post-1582 et 1622)[14], etc.
- « À saint Antoine grande froidure, à saint Laurent grands chauds ne durent. »[15] (les 10 août).
- « Entre le 10 et le 20 janvier, les plus contents sont les drapiers. »[16]
- « Pour la Saint-Antoine, il fait froid même dans l'huile. »[Cosson 2]
- « Saint-Antoine et Saint-Sébastien emportent le plus dur de l'hiver. »[Cosson 3]
- « Saint Antoine sec et beau, remplit tonnes et tonneaux. »[17] (saint-Sébastien les 20 janvier)
- « Si la saint Antoine a la barbe blanche, il y aura beaucoup de pommes de terre. »[18]
- « S'il gèle à la Saint-Sulpice, le printemps sera propice. »[Cosson 4] (ci-avant et 19 janvier ?)

### Astrologie
- Signe du zodiaque : 27e jour du signe astrologique du Capricorne.

## Toponymie
- Les noms de plusieurs voies, places, sites ou édifices de pays ou régions francophones contiennent cette date sous diverses graphies : voir Dix-Sept-Janvier .